# كندا في الألعاب الأولمبية الصيفية 2008
شاركت كندا في الألعاب الأولمبية الصيفية 2008، ببكين و كما شارك الرياضيون الكنديون في جميع الألعاب الأولمبية الصيفية منذ 1900 ما عدا مقاطعة سنة 1980 التي قادتها الولايات المتحدة.